# Judo als Jocs Olímpics d'estiu de 1996
Als Jocs Olímpics d'Estiu de 1996 celebrats a la ciutat d'Atlanta (Estats Units d'Amèrica) es disputaren 14 proves de judo, set d'elles en categoria masculina i set més en categoria femenina. La competició tingué lloc al Georgia World Congress Center.
Hi participaren un total de 387 judoques, entre ells 236 homes i 151 dones, de 92 comitès nacionals diferents.

## Resum de medalles

### Categoria masculina
| Prova   | Or              | Argent              | Bronze                 |
| – 60 kg | Tadahiro Nomura | Girolamo Giovinazzo | Dorjpalamyn Narmandakh |
| – 60 kg | Tadahiro Nomura | Girolamo Giovinazzo | Richard Trautmann      |
| – 65 kg | Udo Quellmalz   | Yukimasa Nakamura   | Israel Hernández       |
| – 65 kg | Udo Quellmalz   | Yukimasa Nakamura   | Henrique Guimarães     |
| – 71 kg | Kenzo Nakamura  | Kwak Dae-Sung       | Christophe Gagliano    |
| – 71 kg | Kenzo Nakamura  | Kwak Dae-Sung       | Jimmy Pedro            |
| – 78 kg | Djamel Bouras   | Toshihiko Koga      | Soso Liparteliani      |
| – 78 kg | Djamel Bouras   | Toshihiko Koga      | Cho In-Chul            |
| – 86 kg | Jeon Ki-Young   | Armen Bagdasarov    | Mark Huizinga          |
| – 86 kg | Jeon Ki-Young   | Armen Bagdasarov    | Marko Spittka          |
| – 95 kg | Paweł Nastula   | Min Soo Kim         | Aurélio Miguel         |
| – 95 kg | Paweł Nastula   | Min Soo Kim         | Stéphane Traineau      |
| + 95 kg | David Douillet  | Ernesto Pérez       | Frank Möller           |
| + 95 kg | David Douillet  | Ernesto Pérez       | Harry Van Barneveld    |

### Categoria femenina
| Prova   | Or                   | Argent            | Bronze           |
| – 48 kg | Kye Sun-Hi           | Ryoko Tamura      | Amarilis Savon   |
| – 48 kg | Kye Sun-Hi           | Ryoko Tamura      | Yolanda Soler    |
| – 52 kg | Marie-Claire Restoux | Hyun Sook-Hee     | Noriko Sugawara  |
| – 52 kg | Marie-Claire Restoux | Hyun Sook-Hee     | Legna Verdecia   |
| – 56 kg | Driulis González     | Jung Sun-Yong     | Isabel Fernández |
| – 56 kg | Driulis González     | Jung Sun-Yong     | Marisbell Lomba  |
| – 61 kg | Yuko Emoto           | Gella Vandecaveye | Jenny Gal        |
| – 61 kg | Yuko Emoto           | Gella Vandecaveye | Jung Sung-Sook   |
| – 66 kg | Cho Min-Sun          | Aneta Szczepańska | Wang Xianbo      |
| – 66 kg | Cho Min-Sun          | Aneta Szczepańska | Claudia Zwiers   |
| – 72 kg | Ulla Werbrouck       | Yoko Tanabe       | Diadenis Luna    |
| – 72 kg | Ulla Werbrouck       | Yoko Tanabe       | Ylenia Scapin    |
| + 72 kg | Sun Fuming           | Estela Rodríguez  | Christine Cicot  |
| + 72 kg | Sun Fuming           | Estela Rodríguez  | Johanna Hagn     |

## Medaller
| Posició | País            | Or | Argent | Bronze | Total |
| 1       | Japó            | 3  | 4      | 1      | 8     |
| 2       | França          | 3  | 0      | 3      | 6     |
| 3       | Corea del Sud   | 2  | 4      | 2      | 8     |
| 4       | Cuba            | 1  | 1      | 4      | 6     |
| 5       | Bèlgica         | 1  | 1      | 2      | 4     |
| 6       | Polònia         | 1  | 1      | 0      | 2     |
| 7       | Alemanya        | 1  | 0      | 4      | 5     |
| 8       | R.P. de la Xina | 1  | 0      | 1      | 2     |
| 9       | Corea del Nord  | 1  | 0      | 0      | 1     |
| 10      | Espanya         | 0  | 1      | 2      | 3     |
| 11      | Itàlia          | 0  | 1      | 1      | 2     |
| 12      | Uzbekistan      | 0  | 1      | 0      | 1     |
| 13      | Països Baixos   | 0  | 0      | 3      | 3     |
| 14      | Brasil          | 0  | 0      | 2      | 2     |
| 15      | Estats Units    | 0  | 0      | 1      | 1     |
| 15      | Geòrgia         | 0  | 0      | 1      | 1     |
| 15      | Mongòlia        | 0  | 0      | 1      | 1     |